# Památník Mininovi a Požarskému

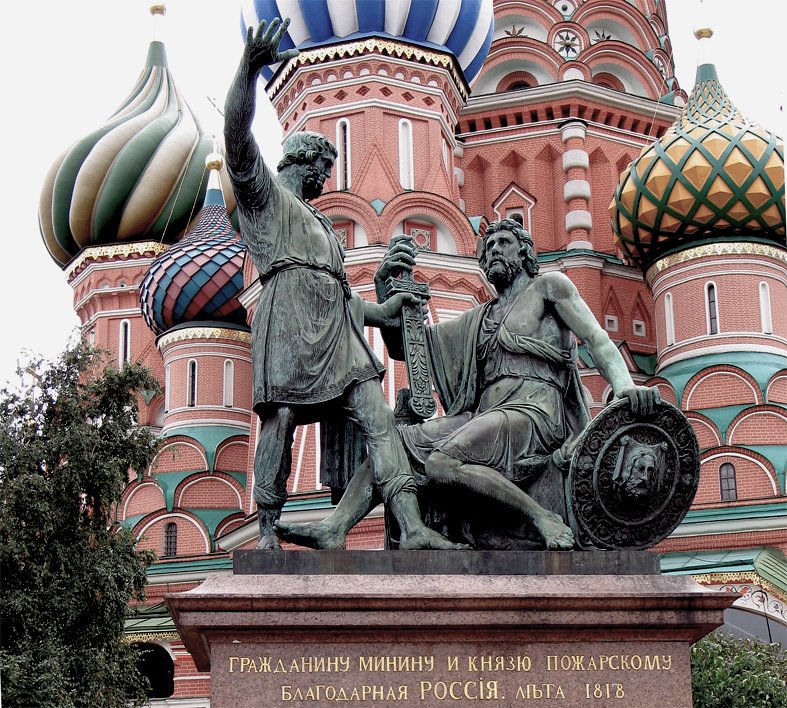
Památník Mininovi a Požarskému v Moskvě

Památník Mininovi a Požarskému (rusky Памятник Минину и Пожарскому, Pamjatnik Mininu i Požarskomu) je bronzová plastika sochaře Ivana Martose, která je umístěna před Chrámem Vasila Blaženého na Rudém náměstí v Moskvě.

## Téma
Pomník byl postaven v roce 1818 na počest Kuzmy Minina a Dmitrije Požarského, stojících v čele druhé lidové domobrany, které se během smuty podařilo porazit Poláky a vyhnat je z Moskvy (1612). 

## Historie
Původně měl památník stát v Nižním Novgorodu, kde proběhlo svolání domobrany. Sbírka začala v roce 1803 po iniciativě Svobodné společnosti milovníků slovesnosti, věd a umění. Soutěž na vytvoření památníku vyhrál v roce 1808 sochař Ivan Martos. Bylo rozhodnuto, že kvůli významu památníku pro ruské dějiny bude stát v Moskvě, ve středu Rudého náměstí. V Nižním Novgorodu ho měl nahradit mramorový obelisk. Slavnostní odhalení památníku se konalo 4. března 1818. V roce 1931 byl přesunut ze středu náměstí k Chrámu Vasila Blaženého, aby nepřekážel prvomájovým průvodům a vojenským přehlídkám.
V roce 2005 byla v Nižním Novgorodu odhalena kopie památníku, nižší o pět centimetrů.
Obnova tohoto monumentu začala v listopadu 2020, odstranění pomníku z místa současného umístění pro tento účel nebylo provedeno, byl nad ním postaven speciální pavilon. Restaurování prováděla mezivládní vědecko-restaurátorská umělecká správa (MNRHU) a restaurátorská dílna "dědictví". Akci podpořili mimo jiné Vladimir Maškov, Grigorij Leps, Igor Uhlolnikov, Oksana Fjodorov, Tecla Tolstoj. Největší soukromý příspěvek poskytl Vladimír Gruzdev.

## Reliéfy na podstavci památníku

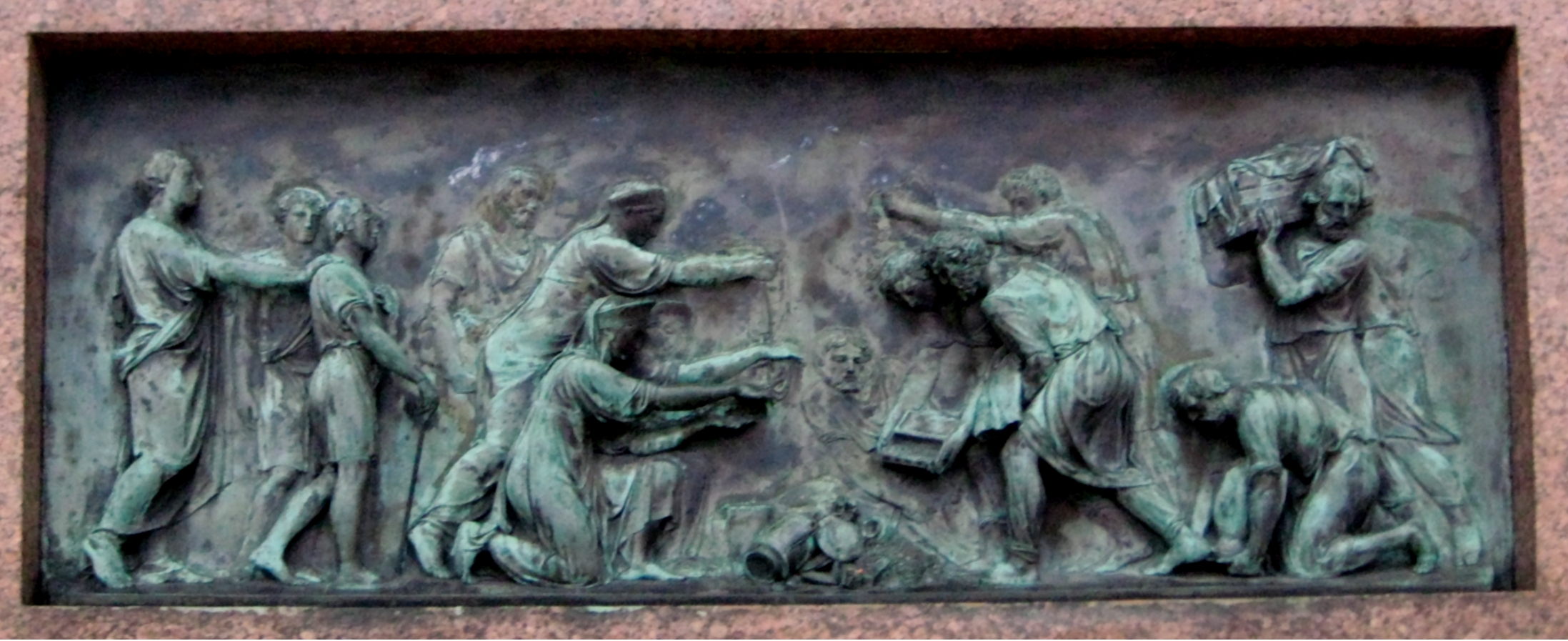
Přední hlavní reliéf zobrazuje občany-vlastence, obětující se za blaho vlasti. Zleva sám sochař Martos
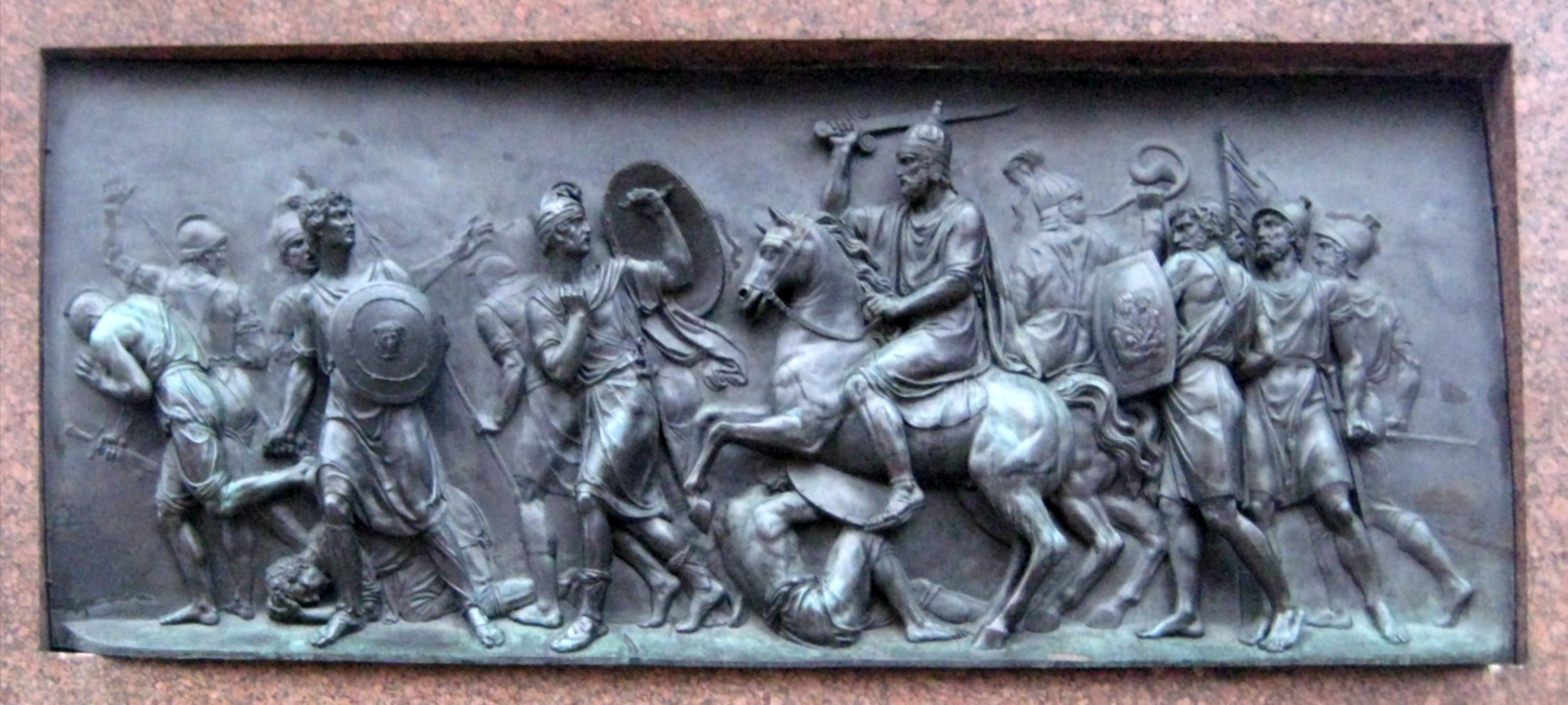
Zadní hlavní reliéf zobrazuje knížete Požarského, vyhánějícího Poláky z Moskvy.

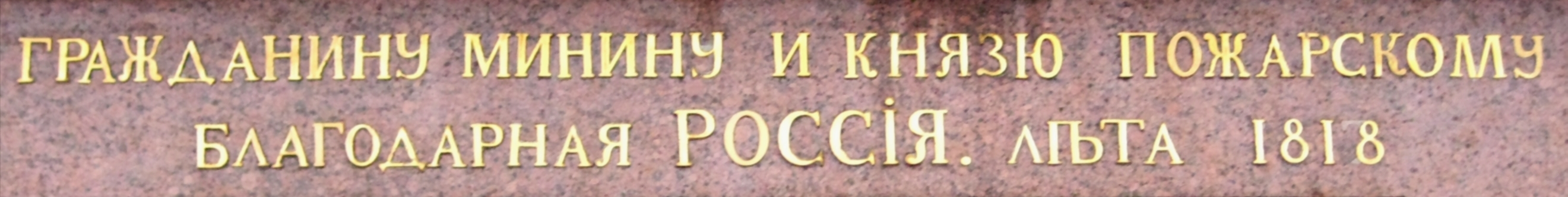
Památný nápis na podstavci (překlad: občanovi Mininu a knížeti Požarskému vděčné Rusko roku 1818)